# کودکستان
کودکستان یک رویکرد آموزشی پیش‌دبستانی است که مبتنی بر بازی، آواز، فعالیت‌های دانش‌محور پایه‌ای، کارهای پرورشی و هنری مانند نقاشی و تعامل اجتماعی به عنوان بخشی از روند انتقال کودکان از خانه به محیط آموزشی همگانی است.

## دو مؤسسه آموزشی اطفال

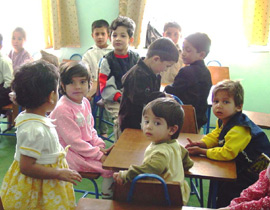
مهد کودکی در افغانستان

تفاوت مهد کودک با کودکستان آنست که مهد کودک نوعی آموزشگاه است که برای نگهداری و پرورش کودکان خردسالی که در سنین پایین‌تر از پنج سال هستند و در خانه به واسطهٔ اشتغال پدر و مادر بی سرپرست بودند تأسیس شد تا از صبح تا غروب از آنها نگهداری شود. کودکستان آموزشگاهی است که برای اطفال ۴ تا ۶ ساله که روزانه برای یادگیری بیشتر و گذار آن‌ها از محیط خانه به مدرسه ایجاد شده است.
کودکستان به زبان فارسی واژهٔ کودک باضافهٔ پسوند سْتان بمعنی جمعیت یا گروه همخوان است، لغت کودکستان را که محل اجتماع کودکان هم سن و سال به جهت آموزش و آمادگی برای ورود به مرحله بعدی آموزش و پرورش است می‌سازد.
مهد کودک مرکب از دو واژهٔ است. واژهٔ عربی مهد به معنای گهواره و واژهٔ فارسی کودک و در مجموع به معنای گهوارهٔ کودک که در اصطلاح آموزش و پرورش اولین مرحله و محل تعلیم و تربیت کودک در خارج از خانه اوست می‌باشد. پس از دورهٔ مهد کودک قبل از ورود به دبستان وارد کودکستان می‌شوند.
در زبان آلمانی کودکستان را kindergarten به معنی باغ کودکان نامیده‌اند و همین واژه با هِجیِ آلمانی در کشورهای انگلیسی زبان نیز اشاره به همان کودکستان معمول است.
نخستین کودکستان توسط فردریش ویلهلم اوت، در سال ۱۸۳۷ میلادی در شهر باد بلنکنبورگ در ایالت تورینگن در کشور آلمان ایجاد شد.
در مهد کودک و کودکستان کودکان مهارت‌های آکادمیک پایه‌ای مانند حروف، رنگ‌ها، اعداد و شکل‌ها را یاد می‌گیرند، همچنین مهارت‌های اجتماعی مانند تقسیم وقت، هم ذات پنداری و پیروی از دستورالعمل‌ها را نیز آموزش می‌بینند.

## کودکستان در جهان

### ایران
میرزا جبار عسگرزاده معروف به جبار باغچه‌بان بنیان‌گذار نخستین کودکستان ایران در شهر تبریز بود. همچنین عصمت‌الملوک دولتداد پس از بازگشت از بلژیک نخستین کودکستان دولتی را در شهریور ۱۳۱۲ به نام کودکستان شکوفه تأسیس کرد. اما سال‌ها پس از تأسیس کودکستان، نخستین مهد کودک در ایران توسط جمعیت خیریه فرح پهلوی دایر شد. این مهد کودک‌ها از کودکان خانواده‌های کارگر که مادران آنان در خارج از خانه کار می‌کردند از صبح تا عصر نگاهداری می‌کردند.

در سال ۱۳۹۰ وزارت آموزش و پرورش با ارسال بخشنامه‌ای اعلام کرد که اختلاط نوآموزان دختر و پسر در کلاس‌های پیش‌دبستانی و مهدهای کودک ممنوع است.